# Hsu Hsueh-chu
Hsu Hsueh-chu (徐雪珠T, Xú XuězhūP; 20 dicembre 1958) è un'ex cestista taiwanese.

## Carriera
Con Taiwan ha disputato i Campionati mondiali del 1986.